# Bi sắt tại Đại hội Thể thao Bãi biển châu Á 2016
Bi sắt bãi biển tranh tài tại Đại hội Thể thao Bãi biển châu Á 2016 diễn ra ở Đà Nẵng, Việt Nam từ ngày 25 đến ngày 30 tháng 9 năm 2016 tại khu vực Phương Trang, Đà Nẵng.

## Danh sách huy chương

### Nam
| Nội dung | Vàng                                                                  | Bạc                                                                             | Đồng |
| -------- | --------------------------------------------------------------------- | ------------------------------------------------------------------------------- | --- |
| Bắn súng | Sok Chanmean · Campuchia                                              | Huỳnh Công Tâm · Việt Nam                                                       | Wattanachai Sonthung · Thái Lan                                                                              |
| Bắn súng | Sok Chanmean · Campuchia                                              | Huỳnh Công Tâm · Việt Nam                                                       | Wang Kuo-chun · Đài Bắc Trung Hoa                                                                            |
| Đơn      | Wanchaloem Srimueang · Thái Lan                                       | Mat Daud Muhamad Hafizuddin Mat da · Malaysia                                   | Mienmany Lar · Lào                                                                                           |
| Đơn      | Wanchaloem Srimueang · Thái Lan                                       | Mat Daud Muhamad Hafizuddin Mat da · Malaysia                                   | Nhem Bora · Campuchia                                                                                        |
| Đôi      | Thái Lan · PHUSA-AT Thaloengkiat · SRIBOONPENG Sarawut                | Malaysia · AHMAD SABERI Mohamad Hakem Ahmad S. · MUSMIN Saiful Bahri Musmin     | Campuchia · HENG Tha · THONG Chhoeun                                                                         |
| Đôi      | Thái Lan · PHUSA-AT Thaloengkiat · SRIBOONPENG Sarawut                | Malaysia · AHMAD SABERI Mohamad Hakem Ahmad S. · MUSMIN Saiful Bahri Musmin     | Việt Nam · NGUYEN van Hoang · TRAN PHUOC Loc                                                                 |
| Ba       | Campuchia · MUONG Tetmanet · SIENG Vanna · TEP Nora · YA Chandararith | Thái Lan · PATAN Chanon · PIACHAN Suksan · SANGKAEW Thanakorn · THONGPHOO Supan | Malaysia · MOHD AZIZ Azfar Hariz Mohd Aziz · SAFIIN Ahmad Safwan Safiin · SYED ALI Syed Akmal Fikri Syed Ali |
| Ba       | Campuchia · MUONG Tetmanet · SIENG Vanna · TEP Nora · YA Chandararith | Thái Lan · PATAN Chanon · PIACHAN Suksan · SANGKAEW Thanakorn · THONGPHOO Supan | Việt Nam · DANH Hong · le MINH Hai · NGUYEN QUOC Duy · NGUYEN QUOC Nhan                                      |

### Nữ
| Nội dung | Vàng                                                                  | Bạc                                                                                                   | Đồng                                                                                       |
| -------- | --------------------------------------------------------------------- | --- | ------------------------------------------------------------------------------------------ |
| Bắn súng | Yan Linlin · Trung Quốc                                               | Ke Leng · Campuchia                                                                                   | Thạch Thị Ánh Lan · Việt Nam                                                               |
| Bắn súng | Yan Linlin · Trung Quốc                                               | Ke Leng · Campuchia                                                                                   | Khoun Souksavat · Lào                                                                      |
| Đơn      | Kattika Aramchote · Thái Lan                                          | Souliya Manivanh · Lào                                                                                | Goma Ayumi · Nhật Bản                                                                      |
| Đơn      | Kattika Aramchote · Thái Lan                                          | Souliya Manivanh · Lào                                                                                | Nguyễn Thị Trang · Việt Nam                                                                |
| Đôi      | Thái Lan · THAMAKORD Thongsri · WONGCHUVEJ Phantipha                  | Việt Nam · le THI THU Mai · NGUYEN THI CAM Duyen                                                      | Campuchia · OUK Sreymom · UN Sreya                                                         |
| Đôi      | Thái Lan · THAMAKORD Thongsri · WONGCHUVEJ Phantipha                  | Việt Nam · le THI THU Mai · NGUYEN THI CAM Duyen                                                      | Lào · KEOVONGSOTH Siphachanh · THEPPHAKAN Bovilak                                          |
| Ba       | Campuchia · KHOUN Yary · SRENG Sorakhim · SUN Khuthea · VORNG Chantha | Thái Lan · FUEANGSANIT Nantawan · LACHIANGKHONG Kanlayanee · SUWANNAPHRUK Aumpawan · YOOTHONG Nattaya | Lào · DALAVANH Anhsany · DOUNGMANICHANH Nidavanh · PHANASACK Lattana · SISAVATH Chindavone |
| Ba       | Campuchia · KHOUN Yary · SRENG Sorakhim · SUN Khuthea · VORNG Chantha | Thái Lan · FUEANGSANIT Nantawan · LACHIANGKHONG Kanlayanee · SUWANNAPHRUK Aumpawan · YOOTHONG Nattaya | Việt Nam · DUONG THI Huyen · HOANG THI Hanh · NGUYEN THI THUY Kieu · TRAN THI DIEM Trang   |

### Hỗn hợp
| Nội dung | Vàng                                             | Bạc                                               | Đồng                                                 |
| -------- | ------------------------------------------------ | ------------------------------------------------- | ---------------------------------------------------- |
| Đôi      | Việt Nam · NGUYEN van Quang · NGO THI HUYEN Tran | Lào · NEUTSAVATH Vansamay · VONGSAVATH Shansamone | Malaysia · OTHMAN Mohd Safi Azrol · BASRI Anis Amira |
| Đôi      | Việt Nam · NGUYEN van Quang · NGO THI HUYEN Tran | Lào · NEUTSAVATH Vansamay · VONGSAVATH Shansamone | Thái Lan · KLINCHAROEN Sittichai · HIRANWONG Uraiwan |

## Bảng huy chương
| 1         | Thái Lan          | 4 | 2 | 2  | 8  |
| 2         | Campuchia         | 3 | 1 | 3  | 7  |
| 3         | Việt Nam          | 1 | 2 | 5  | 8  |
| 4         | Trung Quốc        | 1 | 0 | 0  | 1  |
| 5         | Lào               | 0 | 2 | 4  | 6  |
| 6         | Malaysia          | 0 | 2 | 2  | 4  |
| 7         | Đài Bắc Trung Hoa | 0 | 0 | 1  | 1  |
| 7         | Nhật Bản          | 0 | 0 | 1  | 1  |
| Tổng cộng | Tổng cộng         | 9 | 9 | 18 | 36 |

## Kết quả

### Nam

#### Bắn súng
27 tháng 9
| Xếp hạng | Vận động viên              | Số điểm |
| -------- | -------------------------- | ------- |
| 1        | Wattanachai Sonthung (THA) | 40      |
| 2        | Wang Kuo-chun (TPE)        | 29      |
| 3        | Huỳnh Công Tâm (VIE)       | 27      |
| 4        | Sok Chanmean (CAM)         | 26      |
| 5        | Somsamay Xamounty (LAO)    | 26      |
| 6        | Haruki Kato (JPN)          | 24      |
| 7        | Han Liqiang (CHN)          | 22      |
| 8        | Cheng Zhi Ming (SGP)       | 20      |
| 9        | Bijay Kumar (IND)          | 0       |

| Xếp hạng | Vận động viên           | Số điểm |
| -------- | ----------------------- | ------- |
| 1        | Huỳnh Công Tâm (VIE)    | 39      |
| 2        | Sok Chanmean (CAM)      | 36      |
| 3        | Han Liqiang (CHN)       | 22      |
| 3        | Haruki Kato (JPN)       | 22      |
| 5        | Cheng Zhi Ming (SGP)    | 19      |
| 6        | Somsamay Xamounty (LAO) | 13      |
| 7        | Bijay Kumar (IND)       | 0       |

##### Vòng đấu loại trực tiếp
|  | Bán kết                    | Bán kết                    | Bán kết |  |  | Chung kết            | Chung kết            | Chung kết |  |
|  |                            |                            |         |  |  |                      |                      |           |  |
|  | Wattanachai Sonthung (THA) | Wattanachai Sonthung (THA) | 21      |  |  |                      |                      |           |  |
|  | Sok Chanmean (CAM)         | Sok Chanmean (CAM)         | 32      |  |  | Sok Chanmean (CAM)   | Sok Chanmean (CAM)   | 32        |  |
|  | Wang Kuo-chun (TPE)        | Wang Kuo-chun (TPE)        | 18      |  |  | Huỳnh Công Tâm (VIE) | Huỳnh Công Tâm (VIE) | 10        |  |
|  | Huỳnh Công Tâm (VIE)       | Huỳnh Công Tâm (VIE)       | 24      |  |  |                      |                      |           |  |

#### Đơn

##### Vòng sơ bộ
27 tháng 9
| Vận động viên              | St | T | B | Đt | Đb | Đs  | Điểm |
| -------------------------- | -- | - | - | -- | -- | --- | ---- |
| Muhamad Mat Daud (MAS)     | 4  | 3 | 1 | 49 | 33 | +16 | 6    |
| Wanchaloem Srimueang (THA) | 4  | 3 | 1 | 47 | 31 | +16 | 6    |
| Sun Chia-Yi (TPE)          | 4  | 2 | 2 | 39 | 41 | -2  | 4    |
| Xia Zhongyang (CHN)        | 4  | 1 | 3 | 39 | 49 | -10 | 2    |
| Watabe Takayuki (JPN)      | 4  | 1 | 3 | 26 | 46 | -20 | 2    |

| Vận động viên                 | St | T | B | Đt | Đb | Đs  | Điểm |
| ----------------------------- | -- | - | - | -- | -- | --- | ---- |
| Nhem Bora (CAM)               | 4  | 3 | 1 | 47 | 27 | +20 | 6    |
| Lar Mienmany (LAO)            | 4  | 3 | 1 | 43 | 31 | +12 | 6    |
| Ly Hoi Giang (VIE)            | 4  | 3 | 1 | 43 | 31 | +12 | 6    |
| Goh Wee Teck (SIN)            | 4  | 1 | 3 | 34 | 48 | -14 | 2    |
| Altangerel Bayarsaikhan (MGL) | 4  | 0 | 4 | 22 | 52 | -30 | 0    |

##### Vòng đấu loại trực tiếp
28 tháng 9
|  | Bán kết | Bán kết                    | Bán kết |  |  | Chung kết | Chung kết                  | Chung kết |  |
|  |         |                            |         |  |  |           |                            |           |  |
|  | A1      | Muhamad Mat Daud (MAS)     | 13      |  |  |           |                            |           |  |
|  | B2      | Lar Mienmany (LAO)         | 9       |  |  | A1        | Muhamad Mat Daud (MAS)     | 8         |  |
|  | A2      | Wanchaloem Srimueang (THA) | 13      |  |  | A2        | Wanchaloem Srimueang (THA) | 13        |  |
|  | B1      | Nhem Bora (CAM)            | 6       |  |  |           |                            |           |  |

#### Đôi

##### Vòng sơ bộ
25 tháng 9
| Đội                                                       | St | T | B | Đt | Đb | Đs  | Điểm |
| --------------------------------------------------------- | -- | - | - | -- | -- | --- | ---- |
| Thalongekiat Phusa-at (THA) · Sarawut Sriboonpeng (THA)   | 4  | 4 | 0 | 52 | 2  | +50 | 8    |
| Heng Tha (CAM) · Thong Chhoeun (CAM)                      | 4  | 3 | 1 | 40 | 34 | +6  | 6    |
| Phoudthala Keokannika (LAO) · Siphandone Sisouphone (LAO) | 4  | 2 | 2 | 36 | 32 | +4  | 4    |
| Sun Yuming (CHN) · Zhao Yong (CHN)                        | 4  | 1 | 3 | 16 | 50 | -34 | 2    |
| Chin Xiong Sheng (SIN) · Shanti Prakash Upadhayay (SIN)   | 4  | 0 | 4 | 25 | 51 | -26 | 0    |

| Đội                                           | St | T | B | Đt | Đb | Đs  | Điểm |
| --------------------------------------------- | -- | - | - | -- | -- | --- | ---- |
| Mohamad Saberi (MAS) · Saiful Musmin (MAS)    | 4  | 4 | 0 | 48 | 12 | +36 | 8    |
| Nguyen van Hoang (VIE) · Tran Phuoc Loc (VIE) | 4  | 3 | 1 | 47 | 10 | +37 | 6    |
| Lee Chiung-Te (TPE) · Tsai Chih-Peng (TPE)    | 4  | 2 | 2 | 31 | 28 | +3  | 4    |
| Katata Hiroshi (JPN) · Noda Yoshihiro (JPN)   | 4  | 1 | 3 | 13 | 40 | -27 | 2    |
| Romin Chauhan (IND) · Siddhesh Tayade (IND)   | 4  | 0 | 4 | 3  | 42 | -39 | 0    |

##### Vòng đấu loại trực tiếp
26 tháng 9
|  | Bán kết | Bán kết                                                 | Bán kết |  |  | Chung kết | Chung kết                                               | Chung kết |  |
|  |         |                                                         |         |  |  |           |                                                         |           |  |
|  | A1      | Thalongekiat Phusa-at (THA) · Sarawut Sriboonpeng (THA) | 13      |  |  |           |                                                         |           |  |
|  | B2      | Nguyen van Hoang (VIE) · Tran Phuoc Loc (VIE)           | 7       |  |  | A1        | Thalongekiat Phusa-at (THA) · Sarawut Sriboonpeng (THA) | 13        |  |
|  | A2      | Heng Tha (CAM) · Thong Chhoeun (CAM)                    | 7       |  |  | B1        | Mohamad Saberi (MAS) · Saiful Musmin (MAS)              | 6         |  |
|  | B1      | Mohamad Saberi (MAS) · Saiful Musmin (MAS)              | 13      |  |  |           |                                                         |           |  |

### Nữ

#### Bắn súng
27 tháng 9
| Xếp hạng | Vận động viên               | Số điểm |
| -------- | --------------------------- | ------- |
| 1        | Ke Leng (CAM)               | 37      |
| 2        | Khoun Souksavat (LAO)       | 25      |
| 3        | Tanida Kachanthornpak (THA) | 24      |
| 4        | Yan Linlin (CHN)            | 23      |
| 5        | Thạch Thị Ánh Lan (VIE)     | 18      |
| 6        | Michel Sim (SGP)            | 11      |
| 7        | Keiko Katata (JPN)          | 11      |

| Xếp hạng | Vận động viên               | Số điểm |
| -------- | --------------------------- | ------- |
| 1        | Yan Linlin (CHN)            | 32      |
| 2        | Thạch Thị Ánh Lan (VIE)     | 31      |
| 3        | Tanida Kachanthornpak (THA) | 21      |
| 4        | Keiko Katata (JPN)          | 15      |
| 5        | Michel Sim (SGP)            | 9       |

##### Vòng đấu loại trực tiếp
|  | Bán kết                 | Bán kết                 | Bán kết |  |  | Chung kết        | Chung kết        | Chung kết |  |
|  |                         |                         |         |  |  |                  |                  |           |  |
|  | Ke Leng (CAM)           | Ke Leng (CAM)           | 33      |  |  |                  |                  |           |  |
|  | Thạch Thị Ánh Lan (VIE) | Thạch Thị Ánh Lan (VIE) | 11      |  |  | Ke Leng (CAM)    | Ke Leng (CAM)    | 28        |  |
|  | Khoun Souksavat (LAO)   | Khoun Souksavat (LAO)   | 23      |  |  | Yan Linlin (CHN) | Yan Linlin (CHN) | 38        |  |
|  | Yan Linlin (CHN)        | Yan Linlin (CHN)        | 26      |  |  |                  |                  |           |  |

#### Đơn

##### Vòng sơ bộ
27 tháng 9
| Vận động viên            | St | T | B | Đt | Đb | Đs  | Điểm |
| ------------------------ | -- | - | - | -- | -- | --- | ---- |
| Goma Ayumi (JPN)         | 4  | 3 | 1 | 44 | 39 | +5  | 6    |
| Nguyen Thi Trang (VIE)   | 4  | 3 | 1 | 46 | 36 | +10 | 6    |
| Chao Guijin (CHN)        | 4  | 2 | 2 | 45 | 40 | +5  | 4    |
| Duong Dina (CAM)         | 4  | 2 | 2 | 42 | 41 | +1  | 4    |
| Tan Qian Ni Janice (SIN) | 4  | 0 | 4 | 31 | 52 | -21 | 0    |

| Vận động viên            | St | T | B | Đt | Đb | Đs  | Điểm |
| ------------------------ | -- | - | - | -- | -- | --- | ---- |
| Manivanh Souliya (LAO)   | 3  | 2 | 1 | 35 | 23 | +12 | 4    |
| Kattika Aramchote (THA)  | 3  | 2 | 1 | 32 | 24 | +8  | 4    |
| Tasnim Abdul Aziz (MAS)  | 3  | 2 | 1 | 35 | 26 | +9  | 4    |
| Purev Lkhagvasuren (MGL) | 3  | 0 | 3 | 10 | 39 | -29 | 0    |

##### Vòng đấu loại trực tiếp
28 tháng 9
|  | Bán kết | Bán kết                 | Bán kết |  |  | Chung kết | Chung kết               | Chung kết |  |
|  |         |                         |         |  |  |           |                         |           |  |
|  | A1      | Goma Ayumi (JPN)        | 0       |  |  |           |                         |           |  |
|  | B2      | Kattika Aramchote (THA) | 13      |  |  | B2        | Kattika Aramchote (THA) | 13        |  |
|  | A2      | Nguyen Thi Trang (VIE)  | 10      |  |  | B1        | Manivanh Souliya (LAO)  | 7         |  |
|  | B1      | Manivanh Souliya (LAO)  | 13      |  |  |           |                         |           |  |

#### Đôi

##### Vòng sơ bộ
25 tháng 9
| Đội                                                      | St | T | B | Đt | Đb | Đs  | Điểm |
| -------------------------------------------------------- | -- | - | - | -- | -- | --- | ---- |
| Ouk Sreymom (CAM) · Un Sreya (CAM)                       | 3  | 3 | 0 | 31 | 8  | +23 | 6    |
| Siphachanh Keovongsoth (LAO) · Bovilak Thepphakan (LAO)  | 3  | 2 | 1 | 26 | 18 | +8  | 4    |
| Noor Mas Ayu Zahir Mozni (MAS) · Suhartisera Zamri (MAS) | 3  | 1 | 2 | 24 | 18 | +6  | 2    |
| Sulochna Kataria (IND) · Seema Rani (IND)                | 3  | 0 | 3 | 2  | 39 | -37 | 0    |

| Đội                                                   | St | T | B | Đt | Đb | Đs  | Điểm |
| ----------------------------------------------------- | -- | - | - | -- | -- | --- | ---- |
| Ie Thi Thu Mai (VIE) · Nguyen Thi Cam Duyen (VIE)     | 3  | 3 | 0 | 39 | 2  | +37 | 6    |
| Thongsri Thamakord (THA) · Phantipha Wongchuvej (THA) | 3  | 2 | 1 | 27 | 16 | +11 | 4    |
| He Dan (CHN) · Yu Zanxia (CHN)                        | 3  | 1 | 2 | 10 | 32 | -22 | 2    |
| Kinoshita Akemi (JPN) · Ujihara Rieko (JPN)           | 3  | 0 | 3 | 7  | 33 | -26 | 0    |

##### Vòng đấu loại trực tiếp
26 tháng 9
|  | Bán kết | Bán kết                                                 | Bán kết |  |  | Chung kết | Chung kết                                             | Chung kết |  |
|  |         |                                                         |         |  |  |           |                                                       |           |  |
|  | A1      | Ouk Sreymom (CAM) · Un Sreya (CAM)                      | 2       |  |  |           |                                                       |           |  |
|  | B2      | Thongsri Thamakord (THA) · Phantipha Wongchuvej (THA)   | 13      |  |  | B2        | Thongsri Thamakord (THA) · Phantipha Wongchuvej (THA) | 13        |  |
|  | A2      | Siphachanh Keovongsoth (LAO) · Bovilak Thepphakan (LAO) | 8       |  |  | B1        | Ie Thi Thu Mai (VIE) · Nguyen Thi Cam Duyen (VIE)     | 8         |  |
|  | B1      | Ie Thi Thu Mai (VIE) · Nguyen Thi Cam Duyen (VIE)       | 13      |  |  |           |                                                       |           |  |

### Hỗn hợp

#### Đôi

##### Vòng sơ bộ
25 tháng 9
| Đội                                                   | St | T | B | Đt | Đb | Đs  | Điểm |
| ----------------------------------------------------- | -- | - | - | -- | -- | --- | ---- |
| Mohd Safi Othman (MAS) · Anis Amira Basri (MAS)       | 3  | 2 | 1 | 31 | 11 | +20 | 4    |
| Sittichai Klincharoen (THA) · Uraiwan Hiranwong (THA) | 3  | 2 | 1 | 31 | 19 | +12 | 4    |
| Yim Sophorn (CAM) · Chhin Sreipich (CAM)              | 3  | 2 | 1 | 25 | 22 | +3  | 4    |
| Pradeep Sakhare (IND) · Abhilasha Kumari (IND)        | 3  | 0 | 3 | 4  | 39 | -35 | 0    |

| Đội                                                     | St | T | B | Đt | Đb | Đs  | Điểm |
| ------------------------------------------------------- | -- | - | - | -- | -- | --- | ---- |
| Vansamay Neutsavath (LAO) · Shansamone Vongsavath (LAO) | 2  | 2 | 0 | 26 | 8  | +18 | 4    |
| Nguyen van Quang (VIE) · Ngo Thi Huyen Tran (VIE)       | 2  | 1 | 1 | 13 | 17 | -4  | 2    |
| Zhang Ruijun (CHN) · Wang Yanjing (CHN)                 | 2  | 0 | 2 | 6  | 20 | -14 | 0    |

##### Vòng đấu loại trực tiếp
26 tháng 9
|  | Bán kết | Bán kết                                                 | Bán kết |  |  | Chung kết | Chung kết                                               | Chung kết |  |
|  |         |                                                         |         |  |  |           |                                                         |           |  |
|  | A1      | Mohd Safi Othman (MAS) · Anis Amira Basri (MAS)         | 3       |  |  |           |                                                         |           |  |
|  | B2      | Nguyen van Quang (VIE) · Ngo Thi Huyen Tran (VIE)       | 13      |  |  | B2        | Nguyen van Quang (VIE) · Ngo Thi Huyen Tran (VIE)       | 13        |  |
|  | A2      | Sittichai Klincharoen (THA) · Uraiwan Hiranwong (THA)   | 12      |  |  | B1        | Vansamay Neutsavath (LAO) · Shansamone Vongsavath (LAO) | 3         |  |
|  | B1      | Vansamay Neutsavath (LAO) · Shansamone Vongsavath (LAO) | 13      |  |  |           |                                                         |           |  |